# Liturgik
Liturgik oder Liturgiewissenschaft ist der reflektierte Umgang mit der Liturgie. Sie ist in Wissenschaft und Lehre eine akademische Disziplin, die sich mit dem Verstehen und der Gestaltung von Liturgien bzw. Gottesdienst sowie den dazugehörigen Texten, Zeremonien und Gegenständen befasst. Diese Reflexion der gottesdienstlichen Feiern betrifft die katholischen, die orthodoxen wie die evangelischen liturgischen Ordnungen. In einem weiteren Sinne ist auch von einer wissenschaftlichen Reflexion der jüdischen Gottesdienstfeiern zu reden.
Georg Cassander (1513–1566) bezeichnete erstmals mit dem Begriff Liturgik die wissenschaftliche Reflexion des christlichen Gottesdienstes, doch setzte sich der Terminus erst im 18. Jahrhundert im katholischen und evangelischen Raum durch. Im theologischen Fächerkanon ist die Liturgik/Liturgiewissenschaft meist Teildisziplin der Praktischen Theologie, ist jedoch mancherorts als Teilgebiet der Historischen Theologie entstanden. Die Liturgik ist auch ein wesentliches Fach in der Kirchenmusikerausbildung.
Gegenstand der Liturgik sind neben den vollzogenen Liturgien auch die liturgischen Bücher, so evangelischerseits die Agenden, katholischerseits die Ordines wie das Messbuch, das Benediktionale, das Pontifikale, das Zeremoniale usw. Die Bücher des Stundengebetes sowie das Gesangbuch sowie das Gebiet der Hymnologie fallen ebenfalls in das Aufgabengebiet der Liturgiewissenschaft.

## Handlungsfeld
Bei der liturgiewissenschaftlichen Reflexion des gottesdienstlichen Handlungsfeldes gibt es v. a. fünf Untersuchungsbereiche:
1. Gattungen
2. Elemente
3. Zeiten
4. Orte
5. Funktionen

### Gattungen
Neben den gewöhnlichen sonntäglichen Gemeindegottesdiensten, die sich traditionell eingebürgert haben, gibt es besondere Festgottesdienste im Jahreskreis (z. B. zu Weihnachten, Ostern, Erntedank usw.). Außerdem gibt es Kasualgottesdienste zu bestimmten biografischen Anlässen (vgl. die vier klassischen Kasualien wie Bestattung, Taufe, Konfirmation, Trauung). Daneben gibt es Zielgruppengottesdienste, die sich entweder an bestimmten Altersphasen orientieren (z. B. Kindergottesdienst oder Gottesdienste im Altenheim) oder an bestimmten Anlässen (z. B. politische Anlässe, Kirchentag). Nicht zu vergessen sind die Fernseh-, Radio- und Internetgottesdienste, die ganz eigene Formen der Beteiligung mit sich bringen.

### Elemente
Klassisch unterscheidet man zwischen Ordinarium und Proprium. Zum Ordinarium zählen feste, unveränderliche und immer wiederkehrende Elemente (z. B. Vaterunser, Credo, Segen, Einsetzungsworte, liturgische Gesänge, Responsorien). Zum Proprium zählen Elemente, die sich je nach Kirchenjahreszeit und Anlass ändern (z. B. Predigttexte, Lesungen, Tagesgebete, Psalmen, Wochenlieder).
Zu den besonders wesentlichen Elementen zählen:
- Gebet
- Predigt
- Abendmahl
- Musik/Gesang
- Segen

### Zeiten
Die gottesdienstliche Feier ist eine „Auszeit“ vom Alltag. Ihr liegt ein spezifisches Zeitverständnis von Vergangenheit, Gegenwart und Zukunft zugrunde, die jeweils liturgisch qualifiziert werden: Es geht um wiederholende Erinnerung, gegenwärtige Begegnung und zukünftige Verheißung.
Kirchenjahreszeitlich gibt es drei Festzeiten:
- Osterfestkreis
- Weihnachtsfestkreis
- Trinitatiszeit

Alternativ kann man wegen der etwas schwer unterteilbaren und langen Trinitatiszeit in folgende vier Abschnitte unterteilen: Osterzeit, Weihnachtszeit, pfingstliche Zeit und „späte“ Zeit des Kirchenjahres.

### Orte
Im katholischen Kultus soll ein zum Gottesdienst bestimmtes Gebäude aus dem Bereich profaner Nutzung herausgenommen werden. Spätestens seit Papst Silvester I. sind Anfänge eines Ritus der Kirchweihe als liturgische Handlungen nachweisbar. Früh wurden die Austeilung von Weihwasser und die Niederlegung der Reliquien christlicher Märtyrer im Altar zu wesentlichen Bestandteilen der Weihe christlicher Orte für den Gottesdienst.
Im protestantischen Verständnis gibt es keine an sich substanziell heiligen Räume, die einen Gottesdienst erlauben. Es ist eher andersherum: Das geistlich-liturgische Geschehen konstituiert den Gottesdienstraum. Prinzipiell kann in allen Räumen und auch im Freien Gottesdienst gefeiert werden. Jedoch haben Kirchenräume, die in der öffentlichen Wahrnehmung als solche erkennbar sind, repräsentative und erinnernde Funktion für das Gemeinwesen. Als wichtige Prinzipalstücke gelten für die Innenausstattung Altar, Kanzel und Taufstein.

### Funktionen
Es gibt ganz vielfältige Funktionen von Gottesdiensten: ästhetische, öffentliche, darstellend-expressive, tradierende, deutende, orientierende, affirmative, transformative, integrative usw. Manche Funktionen stehen dabei zueinander in Spannung: Zum Beispiel soll es einen Alltagsbezug geben, zugleich aber Distanz zum Alltag hergestellt werden. Oder: Ein Gottesdienst soll ästhetisch und somit zweckfrei sein, aber andererseits kann ein Gottesdienst auch politische, pädagogische, seelsorgerliche Wirkungen entfalten.
Ergänzend hierzu kann der Gottesdienst als Ritual betrachtet werden. Durch die wiederholten Routinehandlungen können bestimmte Funktionen der Vergewisserung, Orientierung und Inszenierung erfüllt werden. Daneben handelt es sich auch um einen Zeichendeutungsprozess, in dem gewisse Codes (Wortsprache, Körpersprache, Kleidung, Klangsprache, Objektsprache, Raumcodes) zueinander in syntaktische, semantische und pragmatische Beziehungen gesetzt werden. Durch den Gebrauch bestimmter Zeichen entwickeln diese für die Teilnehmenden Bedeutung. Nicht zuletzt ist Gottesdienst eine Inszenierung, die analog zu einem Theaterstück analysiert werden kann, etwa hinsichtlich der folgenden Aspekte: Skript, Dramaturgie, Rollen, Publikum, transformative Kraft.

## Umfeld der Liturgik
Neben liturgiewissenschaftlichen und kirchenhistorischen Elementen fließen in die Lehre und Forschung der Liturgik Erkenntnisse der Ästhetik, der Musikwissenschaft, Theaterwissenschaft, der Volkskunde sowie der Kommunikationswissenschaften ein. Auch der Kirchentanz kann Berücksichtigung finden. Umgekehrt beeinflussen die Erkenntnisse der Liturgik die Kirchenmusik, den Kirchenbau und die Paramentik.